# Seconde guerre des Caraïbes

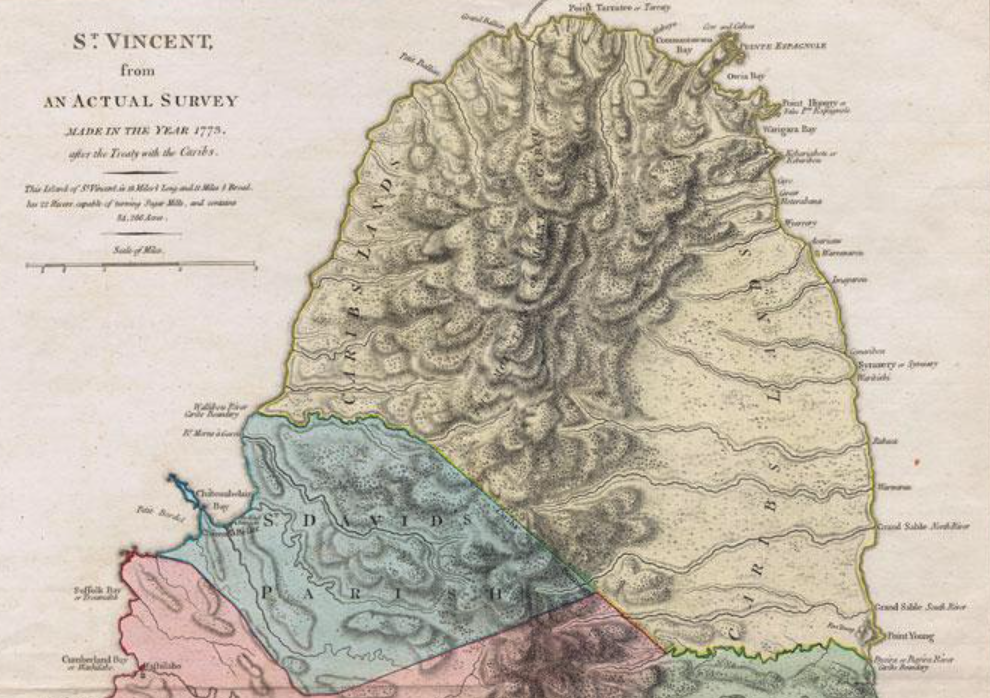
Carte de Saint Vincent après la Première Guerre des Caraïbes.

La seconde guerre des Caraïbes a eu lieu sur l'île de Saint-Vincent entre 1795 et 1797. Le conflit a opposé un grand nombre de forces militaires britanniques à une coalition de Caraïbes noires, d'esclaves en fuite et de forces françaises pour le contrôle de l'île.

## Contexte
La première guerre des Caraïbes (1769-1773) a été menée sur les tentatives britanniques d'étendre les colonies dans les territoires des Caraïbes noires et a abouti à une impasse et à un accord de paix insatisfaisant. La France a capturé Saint-Vincent (en) en 1779 pendant la guerre d'indépendance américaine, mais l'île a été restituée à la Grande-Bretagne par le traité de Paris (1783).

## Guerre
Commencé par les Caraïbes (qui nourrissaient des griefs de longue date contre l'administration coloniale britannique et étaient soutenus par des conseillers révolutionnaires français) en mars 1795, les Caraïbes ont réussi à prendre le contrôle de la majeure partie de l'île, à l'exception de la zone immédiate autour de Kingstown, qui a repoussé les attaques directes et les assauts à plusieurs reprises après l'arrivée des renforts britanniques. Les efforts britanniques pour pénétrer et contrôler les zones intérieures et au vent de l'île ont été à plusieurs reprises contrecarrés par l'incompétence des troupes, la maladie et les défenses efficaces des Caraïbes, qui ont finalement été complétées par l'arrivée de certaines troupes françaises. Une grande expédition militaire du général Ralph Abercromby a finalement vaincu l'opposition caraïbe en 1797. Les Caraïbes ont été déportés de Saint-Vincent vers l'île de Roatán au large des côtes de l'actuel Honduras, où ils sont devenus connus sous le nom de peuple Garifuna.